# Graafschap Bentheim-Limburg
Het graafschap Bentheim-Limburg was een graafschap in het Heilige Roomse Rijk dat in 1606 van het graafschap Steinfurt werd afgesplitst. In 1632 sloot het zich opnieuw aan bij het graafschap Steinfurt.
De enige graaf van Bentheim-Limburg was Koenraad Gumbert die regeerde van 1606 tot 1632.